# 90 mm M1/M2/M3
Il 90 mm M1/M2/M3 era il principale cannone antiaereo pesante statunitense sviluppato durante la seconda guerra mondiale, paragonabile al rinomato corrispettivo tedesco da 8,8 cm FlaK.
Il pezzo rimase il principale cannone antiaereo americano da appena prima dell'inizio della guerra fino agli anni cinquanta, quando le artiglierie vennero sostituite dai missili guidati. Come cannone da carro armato costituì l'armamento principale del cacciacarri M36 Jackson e del carro armato medio M26 Pershing, oltre che di altri carri del dopoguerra. Venne brevemente impiegato, dal 1943 al 1946, come cannone costiero dall'United States Army Coast Artillery Corps.

## Storia

### Sviluppo
Prima dell'ingresso degli Stati Uniti nella seconda guerra mondiale, il principale pezzo antiaereo americano, risalente alla Grande Guerra, era il 3 inch M1918 da 75 mm, il calibro più diffuso in questo segmento di armi anche negli eserciti di Regno Unito, URSS e del resto d'Europa. Il M1918 fu sottoposto a diversi miglioramenti nel corso degli anni, comprese le versioni sperimentali T8 e T9 dei primi anni trenta, che sarebbero dovute entrare in servizio alla fine del decennio. Tuttavia l'US Army aveva iniziato ad interessarsi ad un'arma più potente ed il 9 giugno 1938 assegnò un contratto di sviluppo per due nuovi cannoni: uno da 90 mm, il calibro più grande che ancora consentiva il caricamento manuale alle alte elevazioni, ed uno da 120 mm dotato di sistema di caricamento assistito. Il progetto si dimostrò molto superiore alle ultime evoluzioni del M1918, cosicché la T9 venne cancellata nel 1938, quando era quasi pronta alla produzione di serie. Nel 1940, la seconda variante sviluppata del pezzo da 90 mm, la T2, venne ufficialmente adottata dalle forze armate con la denominazione 90 mm M1, mentre il "fratello maggiore" fu acquisito come 120 mm M1.
Furono completati solo poche centinaia di M1 prima che venissero introdotti alcuni miglioramenti, che diedero vita al 90 mm M1A1, entrato in produzione alla fine del 1940 ed adottato ufficialmente il 22 maggio 1941. I miglioramenti includevano un calcatoio a molla sulla culatta, che aumentava la cadenza di tiro oltre i 20 colpi al minuto. All'ingresso degli USA in guerra, erano in servizio diverse centinaia di M1A1, che rimase lo standard per tutta la durata del conflitto, grazie ad un ritmo di produzione che in breve superò le migliaia di pezzi per mese.
Come il tedesco 8,8 cm FlaK e il britannico QF 3.7 inch, il M1A1 si trovò ad affrontare carri armati in combattimento, ma diversamente dai primi due l'affusto non consentiva una depressione tale da consentire il tiro diretto. L'11 settembre 1942 l'US Army emise le specifiche per un nuovo affusto che consentisse l'impiego anche nel ruolo controcarri; ne risultò la variante 90 mm M2, con affusto deprimibile di 10° rispetto all'orizzonte e dotato di calcatoio assistito elettricamente. Questa variante fu adottata il 13 maggio 1943.

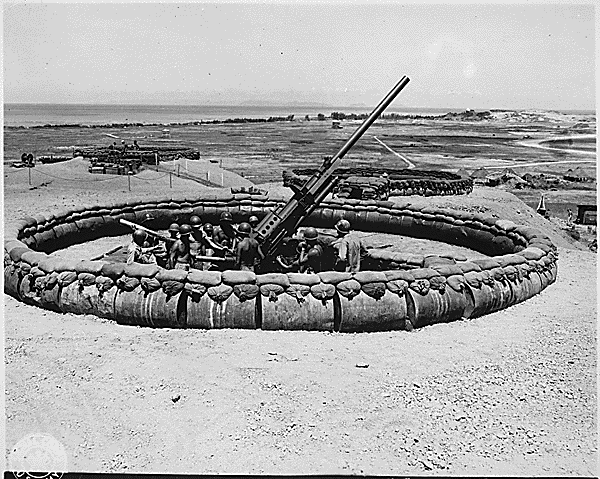
Un pezzo in postazione antiaerea, Okinawa, 1945.

### Impiego antiaereo

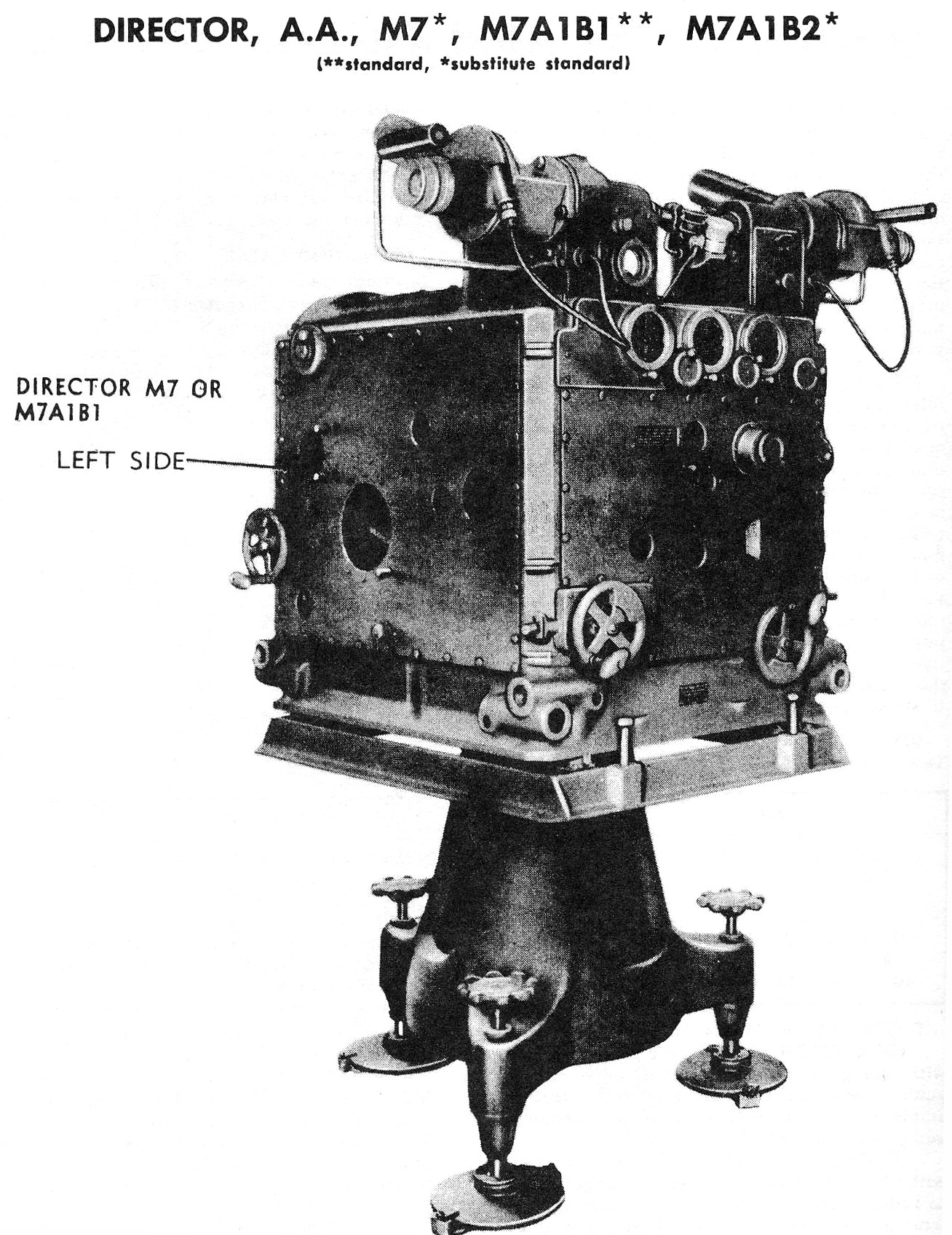
Centrale di tiro M7, 1944.

Il cannone da 90 mm era impiegato nella lotta antiaerea in gruppi di 4 pezzi, controllati da una centrale di tiro M7 o M8 Director o Kerrison. I sistemi di guida radar, a cominciare dal SCR-268 del 1941, non erano ancora affidabili per la direzione del tiro ma offrivano una accurata stima della distanza durante l'ingaggio. Per l'impiego notturno, un faro di ricerca era asservito al radar, in modo da investire il bersaglio e consentire il puntamento come in condizioni diurne. Nel 1944 il sistema venne decisamente migliorato con l'introduzione del radar a microonde SCR-584, che con una precisione di 0,06° (1 mil angolare): i dati di direzione e distanza venivano inviati direttamente al computer balistico M3 della Bell Laboratories, collegato alla centrale di tiro M9, che portava automaticamente in punteria i pezzi, mentre i serventi dovevano soltanto provvedere al caricamento delle munizioni. L'introduzione in servizio del nuovo radar, il pezzo da 90 mm americano divenne il miglior sistema antiaereo della guerra.

### Impiego veicolare ed anticarro

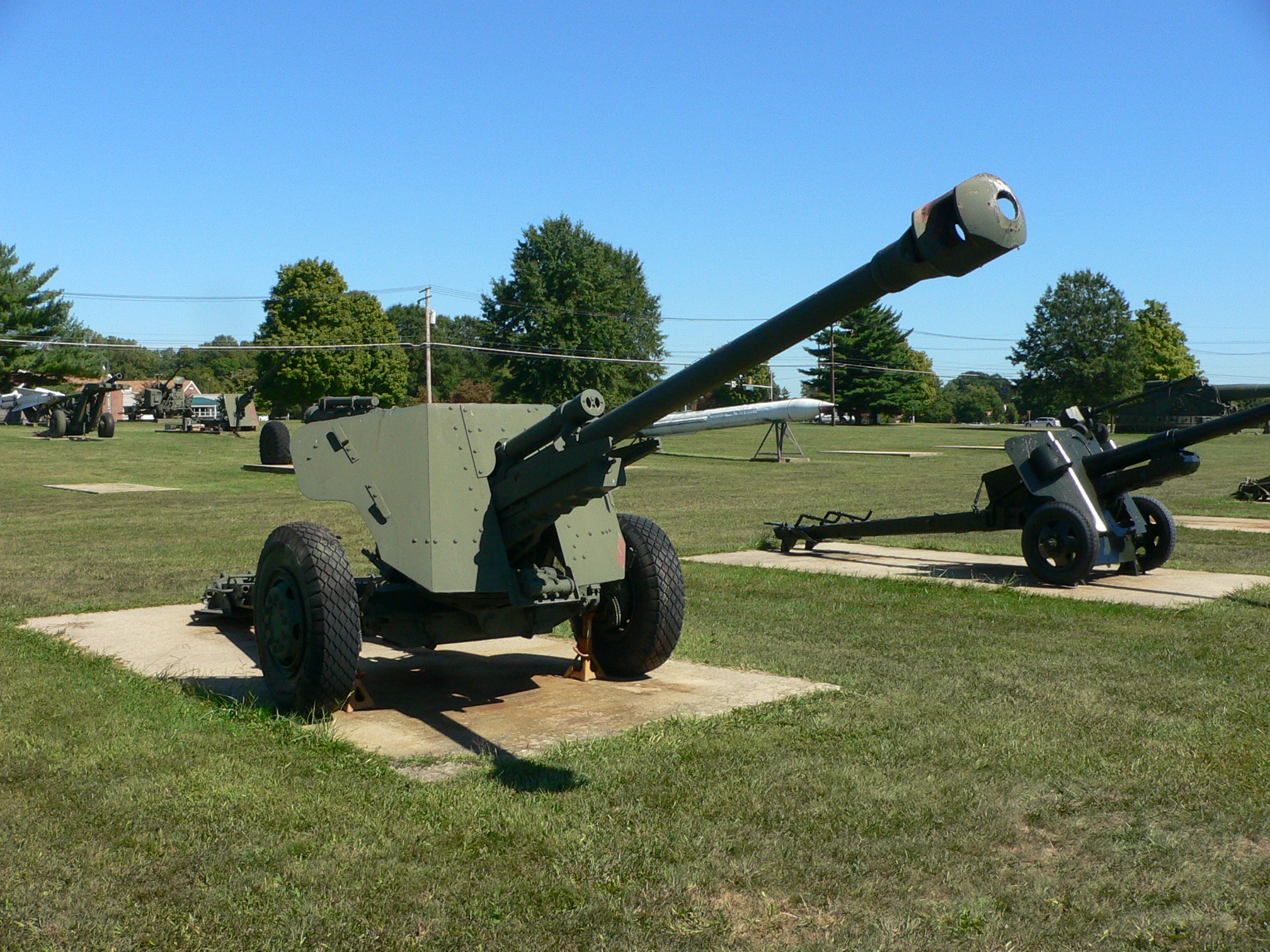
Una variante sperimentale anticarro.

La 90 mm M3 era la versione veicolare per diversi veicoli corazzati, originata dalla variante sperimentale T7. Le prove a fuoco furono effettuate con un cacciacarri M10 Wolverine agli inizi del 1943, in seguito alle quali il pezzo M3 venne usato per il cacciacarri M36 Jackson ed il carro M26 Pershing. Il pezzo sparava una munizione perforante (AP) M82, con una velocità alla volata di 820 m/s; la velocità inferiore e la qualità dell'acciaio della munizione rendevano la capacità di penetrazione del cannone M3 sensibilmente inferiore rispetto a quella del tedesco 8,8 cm KwK 43 con munizione APCBC standard, accoppiata che equipaggiava i carri Tiger II. Per sopperire a questa inferiorità, gli americani fornirono alcuni reparti di carri M26 di una munizione HVAP (High-Velocity, Armor-Piercing) con penetratore sottocalibrato in tungsteno, con una velocità alla volata di 1.020 m/s, o con un proietto ritemprato AP T33 con cappuccio balistico, caratterizzato da una velocità di 850 m/s. La munizione HVAP poteva competere con le performance dei proietti APCBC del cannone KwK 43, ma le scorte furono sempre scarse, mentre la T33 entrò in servizio solo un mese prima della fine della guerra, dimostrandosi notevolmente inferiore alla controparte tedesca.
La variante anticarro 90 mm T8, su affusto T5, non ebbe invece successo. Si trattava essenzialmente di un cannone M1 con il sistema di rinculo dell'obice da 105 mm M2A1, ma il pezzo si dimostrò troppo pesante. Furono testati affusti alternativi, ma nessuno di questi venne accettato ed infine venne adottato il suo derivato da 105 mm T8.
La canna standard da 4,73 m (53 calibri) del cannone da carro M3 si dimostrò incapace di perforare la corazza frontale dei carri tedeschi più pesanti, come i Tiger II ed i cacciacarri derivati Jagdtiger. Furono così elaborate diverse versioni migliorati, come la T14, che introduceva un freno di bocca, e la serie T15. La canna da 6,40 m (70 calibri) del T15E1, che sparava la munizione AP T43 a 975 m/s, poi portati a 1.143 m/s, venne installata su due carri M26A1E2 Super Pershing nel marzo 1945. Uno di questi carri venne inviato sul teatro europeo, assegnato alla 3rd Armored Division per prove sul campo, nelle quali dimostro di poter penetrare con proietti HVAP circa 220 mm di acciaio omogeneo a 914 m di distanza.
Verso la fine della guerra, apparvero altre varianti sperimentali, come la T15E2 e le T18 e T19, ad alta velocità iniziale. Quest'ultima era una T18 modificata nel tentativo di ridurre l'usura dell'anima della canna. Altre versioni includono la T21, pensata per mezzi ruotati, e la T22, che impiegava l'otturatore di un obice standard 105 mm M2; entrambe avrebbero impiegato cariche di lancio maggiorate. Nessuna di queste varianti entrò mai in servizio.
Nel secondo dopoguerra, lo sviluppo della variante T15 continuò, ridenominata ora T54 e dotata di proietti APCR con una velocità alla volata di 1.140 m/s. Questo pezzo divenne l'armamento primario dei carri M26A1, M47 Patton e M48 Patton, usati nella guerra di Corea, oltre che del cacciacarri M56 Scorpion.

### Impiego costiero

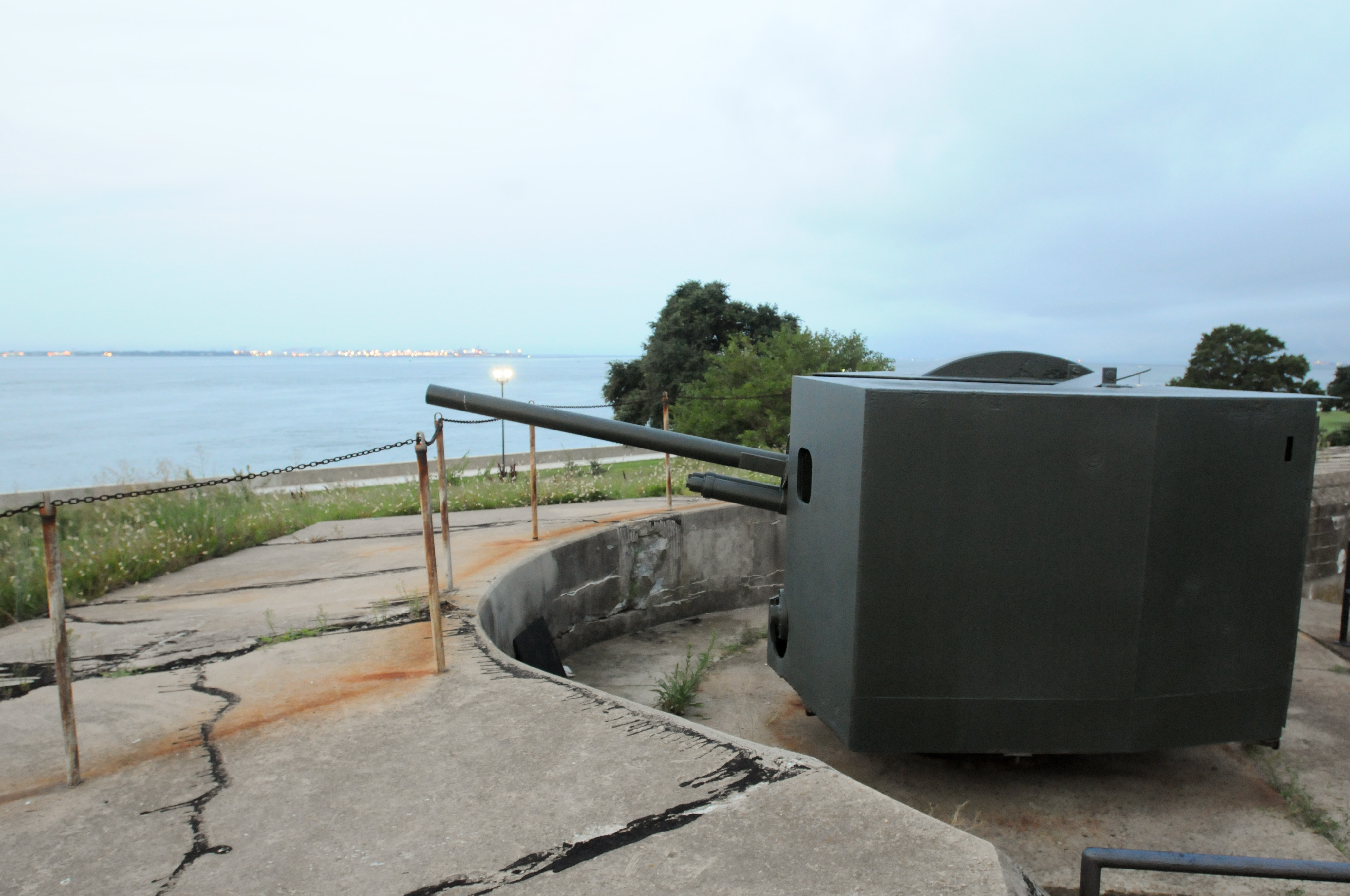
Un 90 mm M1 su affusto costiero T3/M3 sulla batteria Parrott, Fort Monroe, VA.

Durante la seconda guerra mondiale, l'US Army Coast Artillery Corps adottò il 90 mm M1 per integrare o sostituire i pezzi da 76 mm a difesa dei porti. I cannoni vennero organizzati in batterie "Anti Motor Torpedo Boat" (AMTB), tipicamente su quattro pezzi da 90 mm e due da 37 mm o 40 mm. Solitamente due dei cannoni M3 erano su affusto fisso M3 e due su affusto trainato M1A1, mentre i restanti pezzi da 37 o 40 mm erano su affusti singoli trainati. L'affusto M3 era progettato per il fuoco antiaereo ed antisuperficie. Su alcuni degli affusti costieri furono utilizzate anche bocche da fuoco da 90 mm nella versione M2. Nel 1943 erano state prodotte 90 batteria, in servizio negli Stati Uniti d'America continentali, Panama, Alaska, Hawaii, Porto Rico ed altrove.

## Varianti

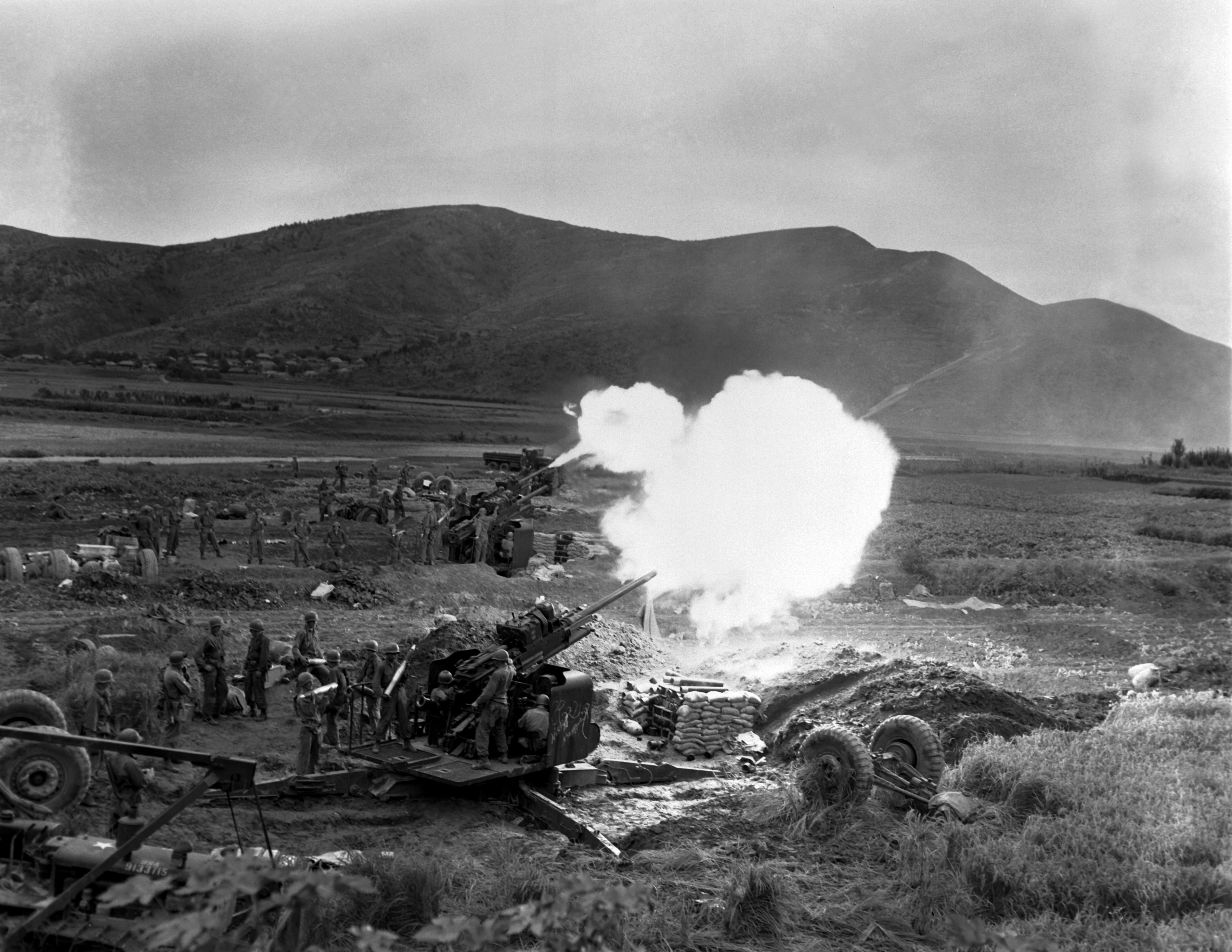
Due 90 mm M2 in Corea.

### M1
- Variante antiaerea su affusto trainato. Adottata nel 1940.
- Su affusto fisso M3 per artiglieria costiera.

### M1A1
Variante antiaerea trainata. Prodotta a partire dal 1940, dotata di calcatoio a molla M8A1. Cadenza di tiro di 20 colpi al minuto.

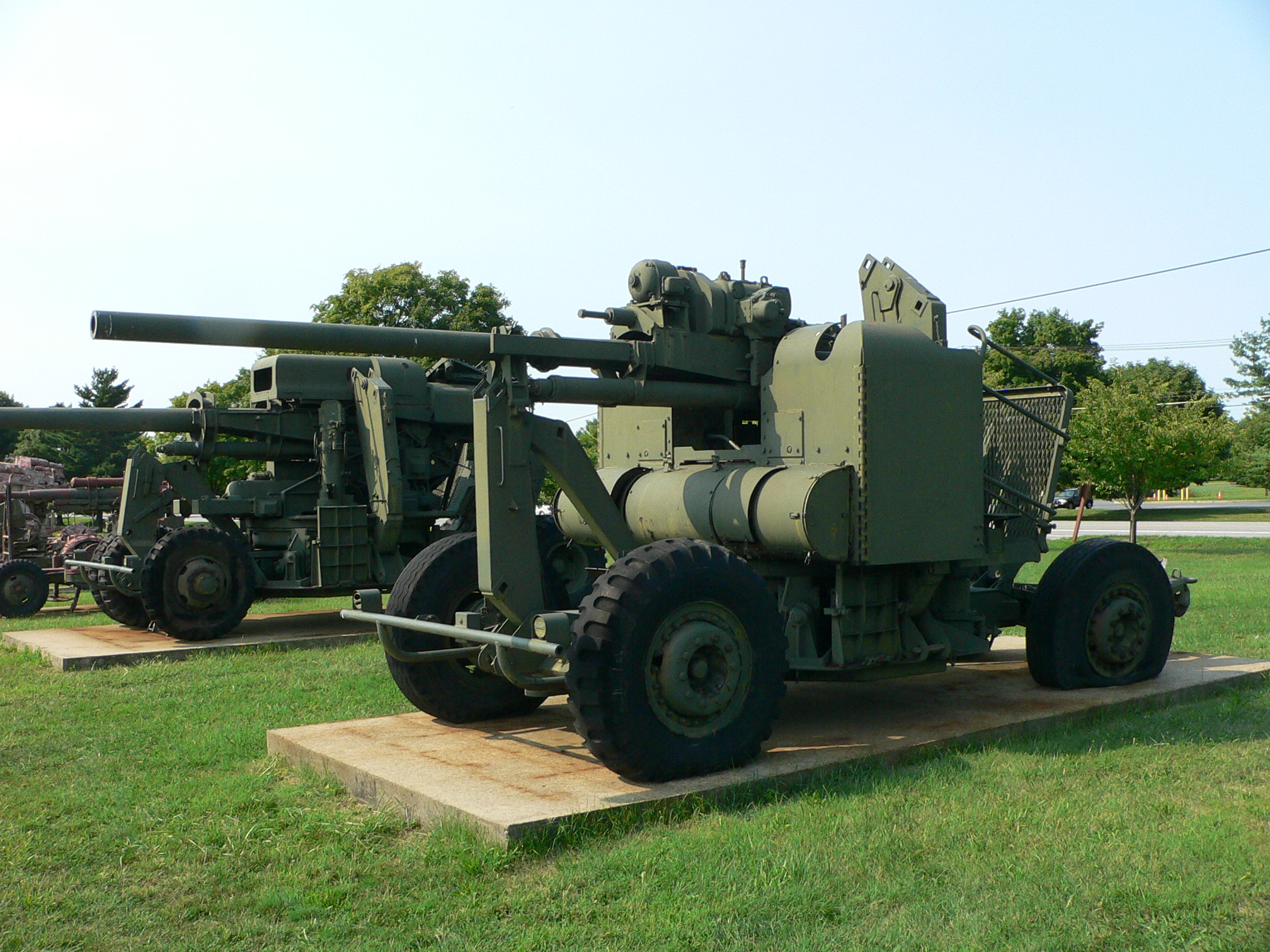
Un M2 esposto nel United States Army Ordnance Museum.

### M2
Versione riprogettata per doppio ruolo antiaereo ed anticarro. Il munizionamento venne migliorato e venne aggiunto un graduatore di spoletta/calcatoio automatico, l'M20, che aumentò la cadenza a 24 colpi al minuto. Scala di elevazione aumentata, con depressione portata a -10°. A protezione dei serventi venne aggiunto un grosso scudo metallico. Partendo dalla posizione di marcia, il pezzo poteva aprire il fuoco sulle ruote in 3 minuti ed in batteria, con le code aperte, in 7 minuti. Questa diventò la variante standard a partire dal 13 maggio 1943. Nel 1944 l'arma venne migliorata con l'adozione di spolette di prossimità sui proietti.

### M3
Versione per carro armato, usata per equipaggiare il cacciacarri M36 ed il carro M26 Pershing. Conosciuta anche come 90 mm L/53.

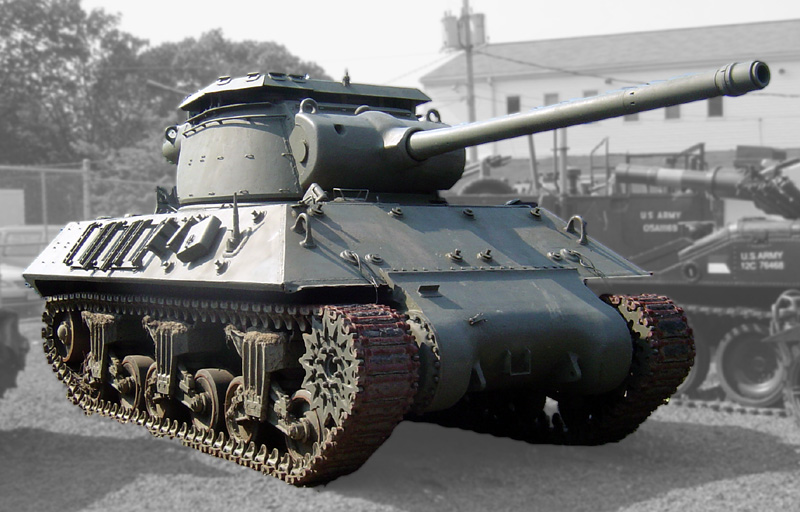
Un cacciacarri M36 con cannone 90 mm M3.

### M3A1
Versione M3 dotata di freno di bocca, usata sul carro M46 Patton.

#### Munizionamento del M3
- M71 HE - 10,56 kg.
- M77 AP - 10,61 kg.
- M82 APC - 10,94 kg[6]

### T54
Variante dotata di proietti APCR con una velocità alla volata di 1.140 m/s, armamento primario dei carri M26A1, M47 Patton e M48 Patton, usati nella guerra di Corea e del cacciacarri M56 Scorpion.